# Palazzo Arcivescovile (Crotone)
Il Palazzo Arcivescovile di Crotone è la residenza dell'arcivescovo di Crotone-Santa Severina, nonché sede dei principali uffici della curia diocesana crotonese. La facciata principale dell'edificio è situata in piazza Duomo, accanto alla cattedrale e quindi in pieno centro storico.

## Storia
Il palazzo, da sempre situato accanto alla cattedrale, fu eretto per la prima volta come palazzo vescovile intorno al XV secolo, ma fu più volte oggetto di ricostruzioni e restauri a seguito di ingenti danni provocati da diversi eventi bellici e naturali che, nel corso dei secoli, ne hanno attraversato la storia della città.
La prima ricostruzione del palazzo avvenne nel XVI secolo per mano del vescovo Antonio Lucifero (1508-1521) che, secondo alcune fonti storiche, si sarebbe servito anche di materiale proveniente dal Tempio di Hera Lacinia che Lucifero per tale iniziativa fece demolire di proposito. Al termine dei lavori vi fece anche apporre il suo stemma vescovile sulla facciata principale.
Una seconda ricostruzione la si ebbe nel XVII secolo per volontà del vescovo Girolamo Carafa (1664-1683), intervento resosi necessario in seguito allo spaventoso terremoto avvenuto in Calabria nel 1638. Seguiranno poi nei secoli altri lavori di restauro, fino ad assumere l'aspetto attuale.

### Epoca moderna
Dal 30 settembre 1986 l'edificio assunse il titolo di palazzo arcivescovile in seguito all'unione delle due diocesi di Crotone e Santa Severina, avvenuta per effetto del decreto Instantibus votis della Congregazione per i Vescovi. Entrambe le diocesi erano già unite in persona episcopi dal 1973, ma furono successivamente unite con la formula plena unione.